# Escalas de magnitud sísmica
Las escalas de magnitud sísmica se usan para describir la fuerza o el "tamaño" general de un terremoto. Estos se distinguen de las escalas de intensidad sísmica que clasifican la intensidad o gravedad de la sacudida del terreno (temblor) causada por un terremoto en un lugar determinado. Las magnitudes generalmente se determinan a partir de las mediciones de las ondas sísmicas de un terremoto registradas en un sismograma. Las escalas de magnitud varían según el tipo y componente de las ondas sísmicas medidas y de los cálculos utilizados. Las escalas de diferentes magnitudes son necesarias debido a las diferencias en los terremotos y en los propósitos para los cuales se utilizan las magnitudes.

## Magnitud del terremoto e intensidad de la sacudida del terreno
La corteza terrestre está presionada por fuerzas tectónicas. Cuando este esfuerzo llega a ser lo suficientemente grande como para romper la corteza, o para superar la fricción que impide que un bloque de corteza se deslice por otro, se libera energía, en forma de varios tipos de ondas sísmicas que causan temblores en el suelo, o temblante. (julio, 2002)
La magnitud es una estimación del "tamaño" relativo o la fuerza de un terremoto, y por lo tanto su potencial para causar temblores de tierra. Está «aproximadamente relacionado con la energía sísmica liberada».

1968 Mapa Isosísmico para el terremoto de Illinois

La intensidad se refiere a la fuerza de la sacudida en un lugar determinado, y puede estar relacionada con la velocidad máxima del terreno. Con un mapa isosísmico de las intensidades observadas (ver ilustración), la magnitud de un terremoto puede estimarse tanto a partir de la intensidad máxima observada (usualmente pero no siempre cerca del epicentro) como desde la extensión del área donde se sintió el terremoto.
La intensidad del movimiento de tierra local depende de varios factores además de la magnitud del terremoto, siendo uno de los más importantes las condiciones del suelo. Por ejemplo, capas gruesas de suelo blando (como relleno) pueden amplificar las ondas sísmicas, a menudo a una distancia considerable de la fuente, mientras que las cuencas sedimentarias a menudo resuenan, aumentando la duración de la sacudida. Esa es la razón por la que en el terremoto de Loma Prieta de 1989, el distrito de Marina de San Francisco fue una de las áreas más dañadas, aunque estaba a casi 100 km del epicentro. Las estructuras geológicas también fueron significativas, como por ejemplo donde las ondas sísmicas que pasaban por debajo del extremo sur de la bahía de San Francisco se reflejaban desde la base de la corteza terrestre hacia San Francisco y Oakland. Un efecto similar canalizó las ondas sísmicas entre las otras fallas principales en el área.

## Escalas de magnitud

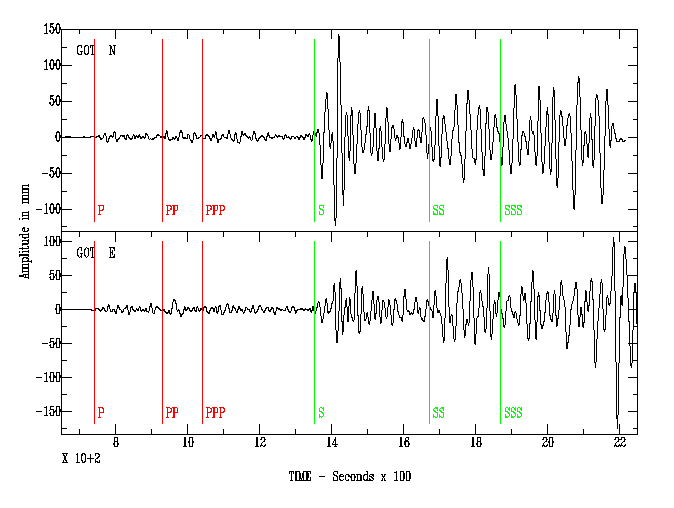
Sismograma típico Las ondas P de compresión (siguiendo las líneas rojas) -esencialmente el sonido que pasa a través de la roca- son las ondas sísmicas más rápidas, y llegan primero, típicamente en unos 10 segundos para un terremoto a unos 50 km de distancia. Las ondas S sacudidas lateralmente (siguiendo las líneas verdes) llegan unos segundos más tarde, viajando un poco más de la mitad de la velocidad de las ondas P; el retraso es una indicación directa de la distancia al terremoto. Las ondas S pueden tardar una hora en llegar a un punto a 1000 km de distancia. Ambas son ondas corporales, que pasan directamente a través de la corteza terrestre. Siguiendo las ondas S hay varios tipos de ondas superficiales - ondas de Love y ondas de Rayleigh - que viajan solo en la superficie de la tierra. Las ondas superficiales son más pequeñas para los terremotos profundos, que tienen una menor interacción con la superficie. Para terremotos poco profundos, con una profundidad de menos de 60 km, las ondas de superficie son más fuertes y pueden durar varios minutos; estos transportan la mayor parte de la energía del terremoto y causan el daño más severo.

Un terremoto irradia energía en forma de diferentes tipos de ondas sísmicas, cuyas características reflejan la naturaleza de la ruptura y la corteza terrestre a través de las cuales atraviesan las olas. La determinación de la magnitud de un terremoto generalmente implica identificar tipos específicos de estas ondas en un sismograma, y luego medir una o más características de una onda, como su tiempo, orientación, amplitud, frecuencia o duración. Se realizan ajustes adicionales para la distancia, el tipo de costra y las características del sismógrafo que registró el sismograma.
Las diferentes escalas de magnitud representan diferentes formas de derivar la magnitud de la información disponible. Todas las escalas de magnitud retienen la escala logarítmica tal como la diseñó Charles Richter, y se ajustan de modo que el rango medio se correlacione aproximadamente con la escala original de "Richter".
Desde 2005, la Asociación Internacional de Sismología y Física del Interior de la Tierra (IASPEI) ha estandarizado los procedimientos de medición y las ecuaciones para las principales escalas de magnitud, ML, Ms, mb, mB y mbLg.

### Escala de magnitudes "Richter"
La primera escala para medir magnitudes sísmicas, desarrollada en 1935 por Charles F. Richter y popularmente conocida como la escala "Richter", es en realidad la escala de magnitud local, etiqueta ML o ML.  Richter estableció dos características ahora comunes a todas las escalas de magnitud. En primer lugar, la escala es logarítmica, por lo que cada unidad representa un aumento de diez veces en la amplitud de las ondas sísmicas. Como la energía de una onda es 101.5 veces su amplitud, cada unidad de magnitud representa un incremento de 32 veces en la energía (fuerza) de un terremoto. 
Segundo, Richter definió arbitrariamente el punto cero de la escala donde un terremoto a una distancia de 100 km produce un desplazamiento horizontal máximo de 0.001 milímetros (1 μm o 0.00004 in) en un sismograma grabado con un sismógrafo de torsión Wood-Anderson . Las escalas de magnitud posteriores están calibradas para estar aproximadamente de acuerdo con la escala "Richter" original (local) alrededor de la magnitud 6. 
Todas las magnitudes "locales" (ML) se basan en la amplitud máxima de la vibración del suelo, sin distinguir las diferentes ondas sísmicas. Subestiman la fuerza:
- de terremotos distantes (más de ~600 km) debido a la atenuación de las ondas S,
- de terremotos profundos porque las ondas superficiales son más pequeñas, y
- de fuertes terremotos (más de M ~ 7) porque no tienen en cuenta la duración de la sacudida.

La escala original de "Richter", desarrollada en el contexto geológico del sur de California y Nevada, más tarde resultó ser inexacta para los terremotos en las partes central y oriental del continente (en todas partes al este de las Montañas Rocosas) debido a las diferencias en la corteza continental . Todos estos problemas impulsaron el desarrollo de otras escalas.
La mayoría de las autoridades sismológicas, como el Servicio Geológico de los Estados Unidos, informa de magnitudes de terremotos por encima de 4.0 como magnitud de momento (abajo), que la prensa describe como «magnitud de Richter».

### Otras escalas de magnitudes "locales"
La escala "local" original de Richter se ha adaptado para otras localidades. Estos pueden etiquetarse como «ML», o con una «l» minúscula, ya sea Ml o Ml. (No debe confundirse con la escala rusa MLH de onda de superficie.) El que los valores sean comparables depende de si las condiciones locales se han determinado adecuadamente o si la fórmula se ha ajustado adecuadamente.

#### Escala de magnitud de la Agencia Meteorológica de Japón
En Japón, para terremotos poco profundos (profundidad <60 km) dentro de los 600 km, la Agencia Meteorológica de Japón calcula una magnitud denominada MJMA, MJMA o MJ. (No deben confundirse con las magnitudes de momento calculadas por JMA, que se denominan Mw (JMA) o M (JMA), ni con la escala de intensidad de Shindo). Las magnitudes de JMA se basan (como las típicas con escalas locales) en la amplitud máxima del movimiento de tierra; ellos concuerdan "bastante bien" con la magnitud del momento sísmico Mw en el rango de 4.5 a 7.5, pero subestiman magnitudes mayores. 

### Escalas de magnitud Cuerpo-onda
Las ondas corporales consisten en ondas P que son las primeras en llegar (ver sismograma), o ondas S, o reflexiones de cualquiera de ellas. Las ondas corporales viajan directamente a través de la roca. 

#### Escala mB
La «magnitud de la onda corporal» original (mB) fue desarrollada por Gutenberg (1945b, 1945c) y Gutenberg y Richter (1956) para superar las limitaciones de distancia y magnitud de la escala ML inherente al uso de ondas superficiales. mB se basa en las ondas P y S, medidas durante un período más largo, y no se satura hasta alrededor de M 8. Sin embargo, no es sensible a eventos menores que aproximadamente M 5.5. El uso de mB como se definió originalmente ha sido abandonado en gran parte, ahora reemplazado por la escala estandarizada mBBB. 

#### Escala mb
La escala mb (minúscula "m" y "b") es similar a mB, pero utiliza solo ondas P medidas en los primeros segundos en un modelo específico de sismógrafo de período corto. Se introdujo en la década de 1960 con el establecimiento de la Red Mundial de Sismógrafos Estandarizados (WWSSN) para controlar el cumplimiento del Tratado de Prohibición Parcial de Ensayos Nucleares, de 1963; el corto período mejora la detección de eventos más pequeños y discrimina mejor entre los terremotos tectónicos y las explosiones nucleares subterráneas. 
La medición de mb ha cambiado varias veces. Como fue originalmente definido por Gutenberg (1945c), mb se basó en la amplitud máxima de las ondas en los primeros 10 segundos o más. Sin embargo, la duración del período influye en la magnitud obtenida. La práctica inicial de USGS/NEIC fue medir mb en el primer segundo (solo las primeras pocas ondas P), pero desde 1978 miden los primeros veinte segundos. La práctica moderna es medir la escala mb de corto período a menos de tres segundos, mientras que la escala mBBB de banda ancha se mide en periodos de hasta 30 segundos.

#### Escala mbLg

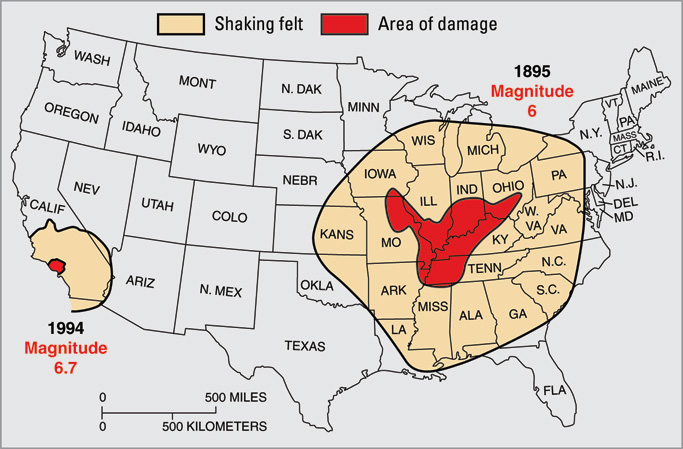
Las diferencias en la corteza subyacente de América del Norte al este de las Montañas Rocosas hacen que esa área sea más sensible a los terremotos. Aquí se muestra: el terremoto de 1895 en Nueva Madrid, M ~ 6, se sintió en la mayoría del centro de EE. UU., mientras que el terremoto de 1994 en Northridge, aunque casi diez veces más fuerte en M 6.7, solo se sintió en el sur de California. De USGS Fact Sheet 017-03.

La escala regional mbLg, también denominada mb_Lg, mbLg, MLg (USGS), Mn y mN, fue desarrollada por Nuttli (1973) para un problema que la escala original de ML no podía manejar: toda Norteamérica al este de las Montañas Rocosas. La escala ML se desarrolló en el sur de California, que se encuentra en bloques de corteza oceánica, típicamente roca basáltica o sedimentaria, que se han acumulado en el continente. Al este de las Rocosas, el continente es un cratón, una masa gruesa y estable en gran parte de la corteza continental que es en gran parte de granito, una roca más dura con diferentes características sísmicas. En esta área, la escala ML da resultados anómalos para terremotos que por otras medidas parecían equivalentes a temblores en California. 
Nuttli resolvió esto midiendo la amplitud de las ondas Lg de período corto (~ 1 segundo), una forma compleja de la onda de Love que, aunque era una onda de superficie, encontró un resultado relacionado más estrechamente con la escala mb que la escala Ms. Las ondas Lg se atenúan rápidamente a lo largo de cualquier camino oceánico, pero se propagan bien a través de la corteza continental granítica, y el MbLg se usa a menudo en áreas de corteza continental estable; es especialmente útil para detectar explosiones nucleares subterráneas.

### Escalas de magnitud Superficie-Onda
Las ondas superficiales se propagan a lo largo de la superficie de la Tierra, y son principalmente ondas Rayleigh u ondas Love. Para los terremotos poco profundos, las ondas superficiales llevan la mayor parte de la energía del terremoto y son las más destructivas. Los terremotos más profundos, que tienen menos interacción con la superficie, producen ondas superficiales más débiles. 
La escala de magnitud de la onda superficial, designada como Ms se basa en un procedimiento desarrollado por Beno Gutenberg en 1942 para medir terremotos poco profundos más fuertes o más distantes de lo que la escala original de Richter podía manejar. En particular, midió la amplitud de las ondas superficiales (que generalmente producen las amplitudes más grandes) durante un período de "aproximadamente 20 segundos". La escala Ms aproximadamente concuerda con ML en ~ 6, luego diverge hasta en una magnitud de media. Una revisión de Nuttli (1983), a veces etiquetada MSn, mide solo las ondas del primer segundo. 
Una modificación - la "fórmula Moscú-Praga" - fue propuesta en 1962, y recomendada por el IASPEI en 1967; esta es la base de la escala estandarizada Ms20 (Ms_20, Ms (20)). Una variante de "banda ancha" (Ms_BB, Ms (BB)) mide la mayor amplitud de velocidad en el tren de ondas de Rayleigh por períodos de hasta 60 segundos. La escala MS7 utilizada en China es una variante de Ms calibrada para su uso con el sismógrafo de período largo "tipo 763" de fabricación china.
La escala MLH utilizada en algunas partes de Rusia es en realidad una magnitud de onda de superficie. 

### Magnitud de momento y escalas de magnitud de energía
Otras escalas de magnitud se basan en aspectos de ondas sísmicas que solo reflejan de forma indirecta e incompleta la fuerza de un terremoto, involucran otros factores y generalmente son limitados en algún aspecto de magnitud, profundidad focal o distancia. La escala de magnitud de momento - Mw o Mw - desarrollada por Kanamori (1977) y Hanks & Kanamori (1979), se basa en el momento sísmico de un terremoto, M0, una medida de cuánto "trabajo" hace un terremoto al deslizar un trozo de roca más allá de otra roca El momento sísmico se mide en Newton-metros (N • m o Nm) en el sistema de medición SI, o dine-centímetros (dyn-cm) en el sistema CGS anterior. En el caso más simple, el momento se puede calcular conociendo solo la cantidad de deslizamiento, el área de la superficie rota o resbaladiza, y un factor de la resistencia o fricción encontrada. Estos factores se pueden estimar para una falla existente para determinar la magnitud de terremotos pasados, o lo que podría anticiparse para el futuro. 
El momento sísmico de un terremoto se puede estimar de varias maneras, que son las bases de las escalas Mwb, Mwr, Mwc, Mww, Mwp, Mi y Mwpd, todos subtipos de la escala Mw genérica. Ver Escala de magnitud de momento § Subtipos para más detalles. 
El momento sísmico se considera la medida más objetiva del "tamaño" de un terremoto con respecto a la energía total. Sin embargo, se basa en un modelo simple de ruptura y en ciertas suposiciones simplificadoras; incorrectamente asume que la proporción de energía radiada como ondas sísmicas es la misma para todos los terremotos. 
Gran parte de la energía total de un terremoto medida por Mw se disipa como fricción (lo que resulta en el calentamiento de la corteza). El potencial de un terremoto para causar fuertes sacudidas del suelo depende de la fracción comparativamente pequeña de la energía radiada como ondas sísmicas, y se mide mejor en la escala de magnitud de la energía, Me. La proporción de energía total irradiada como sísmica varía mucho dependiendo del mecanismo focal y del ambiente tectónico; Me y Mw para terremotos muy similares pueden diferir en hasta 1.4 unidades. 

A pesar de la utilidad de la escala Me, generalmente no se usa debido a las dificultades para estimar la energía sísmica radiada. 

### Escala de clase de energía (clase-K)
K (de la palabra rusa класс, "clase", en el sentido de una categoría) es una medida de magnitud sísmica en la clase de energía o sistema de clase K, desarrollada en 1955 por los sismólogos soviéticos en la remota región de Garm (Tayikistán) de Asia Central; en forma revisada, todavía se usa para terremotos locales y regionales en muchos estados anteriormente alineados con la Unión Soviética (incluida Cuba). Con base en la energía sísmica (K = log ES, en Joules), la dificultad para implementarla utilizando la tecnología de la época condujo a revisiones en 1958 y 1960. La adaptación a las condiciones locales ha llevado a diversas escalas K regionales, como KF y KS. 
Los valores de K son logarítmicos, similares a las magnitudes de Richter, pero tienen un escalamiento y un punto cero diferentes. Los valores de K en el rango de 12 a 15 corresponden aproximadamente a M 4.5 a 6. M (K), M (K) o posiblemente MK indican una magnitud M calculada a partir de una clase de energía K. 

### Escalas de magnitud de tsunamis
Los terremotos que generan tsunamis generalmente se rompen con relativa lentitud, produciendo más energía en periodos más largos (frecuencias más bajas) que los que generalmente se usan para medir magnitudes. Cualquier sesgo en la distribución espectral puede provocar tsunamis más grandes o más pequeños de lo esperado para una magnitud nominal. La escala de magnitud del tsunami, Mt, se basa en una correlación entre Katsuyuki Abe y el momento sísmico del terremoto (M0) con la amplitud de las olas del tsunami medido por los mareógrafos. Originalmente destinado a estimar la magnitud de los terremotos históricos donde faltan datos sísmicos pero existen datos de mareas, la correlación se puede revertir para predecir la altura de la marea a partir de la magnitud del terremoto. (No debe confundirse con la altura de un maremoto, o un período previo, que es un efecto de intensidad controlado por la topografía local.) En condiciones de poco ruido, se pueden predecir olas de tsunami de hasta 5 cm, lo que corresponde a un terremoto de M ~ 6.5. 
Otra escala de particular importancia para las advertencias de tsunami es la escala de magnitud del manto, Mm. Esto se basa en las ondas de Rayleigh que penetran en el manto de la Tierra, y pueden determinarse rápidamente, y sin un conocimiento completo de otros parámetros como la profundidad del terremoto.

### Escalas de magnitud de Duración y Coda
Md designa varias escalas que estiman la magnitud de la duración o la longitud de una parte del tren de ondas sísmicas. Esto es especialmente útil para medir tanto terremotos locales o regionales, así como terremotos potentes que pueden llevar el sismómetro fuera de escala (un problema con los instrumentos analógicos utilizados anteriormente). Tales eventos, que previenen la medición debido a la saturación (es decir, por salirse de la escala) del instrumento de medición, se deben a que el rango o intervalo de medición tiene límites máximos y mínimos constantes o un número finito de intensidades intermedias medibles que dependen de dichos extremos. Por tanto, en dichos escenarios, solo se pueden medir la amplitud máxima de onda incrementando el  límite superior, y sacrificando el nivel de detalle (resolución) para medir terremotos débiles, o viceversa, mantener un límite para la amplitud máxima que se detecta que por tanto no permite registrar la intensidad máxima de un sismo intenso con precisión. Incluso para terremotos distantes, medir la duración (así como la amplitud) proporciona una mejor medida de la energía total del terremoto. La medición de la duración se incorpora en algunas escalas modernas, como Mwpd y mBc.
Las escalas Mc generalmente miden la duración o la amplitud de una parte de la onda sísmica, la coda. Para distancias cortas (menos de ~ 100 km), estas pueden proporcionar una estimación rápida de la magnitud antes de que se conozca la ubicación exacta del terremoto. 

### Escalas de magnitud macrosísmicas
Las escalas de magnitud generalmente se basan en la medición instrumental de algún aspecto de la onda sísmica según se registra en un sismograma. Donde tales registros no existen, las magnitudes se pueden estimar a partir de informes de eventos macrosísmicos tales como los descritos por escalas de intensidad. 
Un enfoque para hacer esto (desarrollado por Beno Gutenberg y Charles Richter en 1942) relaciona la intensidad máxima observada (presumiblemente esto es sobre el epicentro), denotada I0 (capital I, cero subscrito), a la magnitud. Se ha recomendado que las magnitudes calculadas sobre esta base se etiqueten como Mw (I0), pero a veces se etiquetan con un Mms más genérico. 
Otro enfoque es hacer un mapa isosísmico que muestre el área sobre la que se sintió un determinado nivel de intensidad. El tamaño del "área de fieltro" también se puede relacionar con la magnitud (según el trabajo de Frankel 1994 y Johnston 1996). Si bien la etiqueta recomendada para las magnitudes derivadas de esta manera es M0 (An), la etiqueta más comúnmente vista es Mfa. Una variante, MLa, adaptada a California y Hawái, deriva la magnitud local (ML) del tamaño del área afectada por una intensidad dada. MI (letra mayúscula "I", que se distingue de la letra minúscula en Mi) se ha utilizado para magnitudes de momento estimadas a partir de intensidades isoseísmicas calculadas por Johnston 1996.
La velocidad máxima de tierra (PGV) y la aceleración de masa máxima (PGA) son medidas de la fuerza que causa temblores de tierra destructivos. En Japón, una red de acelerómetros de movimiento fuerte proporciona datos de PGA que permiten la correlación específica del sitio con terremotos de magnitud diferente. Esta correlación se puede invertir para estimar la sacudida del suelo en ese sitio debido a un terremoto de una magnitud dada a una distancia determinada. A partir de este, se puede preparar un mapa que muestre las áreas de posible daño en minutos de un terremoto real. 

### Otras escalas de magnitud
Se han desarrollado o propuesto muchas escalas de magnitud de terremotos, y algunas nunca obtuvieron amplia aceptación y permanecieron solo como referencias oscuras en catálogos históricos de terremotos. Se han utilizado otras escalas sin un nombre definido, a menudo denominado "el método de Smith (1965)" (o un lenguaje similar), y los autores a menudo revisan su método. Además de esto, las redes sismológicas varían según cómo miden los sismogramas. Donde los detalles de cómo se ha determinado una magnitud son catálogos desconocidos, se especificará la escala como desconocida (diversamente Unk, Ukn o UK). En tales casos, la magnitud se considera genérica y aproximada.
Un caso especial es el catálogo de "Sismicidad de la Tierra" de Gutenberg y Richter (1954). Aclamado como un hito como un catálogo global completo de terremotos con magnitudes calculadas uniformemente, nunca publicaron los detalles de cómo determinaron esas magnitudes. En consecuencia, mientras que algunos catálogos identifican estas magnitudes como MGR, otros usan UK (que significa "método computacional desconocido"). Un estudio posterior descubrió que la mayoría de las magnitudes de MGR «son básicamente Ms para choques grandes de menos de 40 km, pero son básicamente mB para grandes choques a profundidades de 40-60 km». Estudios posteriores han encontrado que muchos de los valores de Ms están «considerablemente sobreestimados».